# Qutqashen
Qutqashen (azerbajdzjanska: Qəbələ) är en distriktshuvudort i  Azerbajdzjan.   Den ligger i distriktet Qəbələ, i den centrala delen av landet, 180 km väster om huvudstaden Baku. Qutqashen ligger 795 meter över havet och antalet invånare är 11 867.
Terrängen runt Qutqashen är kuperad åt sydväst, men åt nordost är den bergig. Qutqashen är det största samhället i trakten. 
Trakten runt Qutqashen består till största delen av jordbruksmark. Runt Qutqashen är det ganska tätbefolkat, med 58 invånare per kvadratkilometer.